# 秋后的季节
《秋后的季节》是由Swing Swing Submarine开发、Focus Home Interactive发行的一款电子游戏。

## 游戏操作
游戏包括了操纵平台和解决谜题。漂浮的水母可用作移动工具。某些植物可让狐狸跳得更高。玩家可逐步地解锁任意改变季节的能力、改变环境可顺利地前进。在游戏中狐狸不会死亡。该游戏没有会让玩家产生紧张的陡坡。

## 剧情
该游戏以一只赤狐穿越一片神秘的森林，试图于解救四个季节遗失的灵魂为剧情。

## 开发
《秋后的季节》在2015年的游戏开发者大会上展出。 于2016年发售了适应于Windows、macOS、Linux和家用游戏机的版本。其预告在2014年的Gamescom上展示。

## 评价
在Metacritic中拥有76的评分。

## 额外连接
- 官方网站